# Peter Baltes

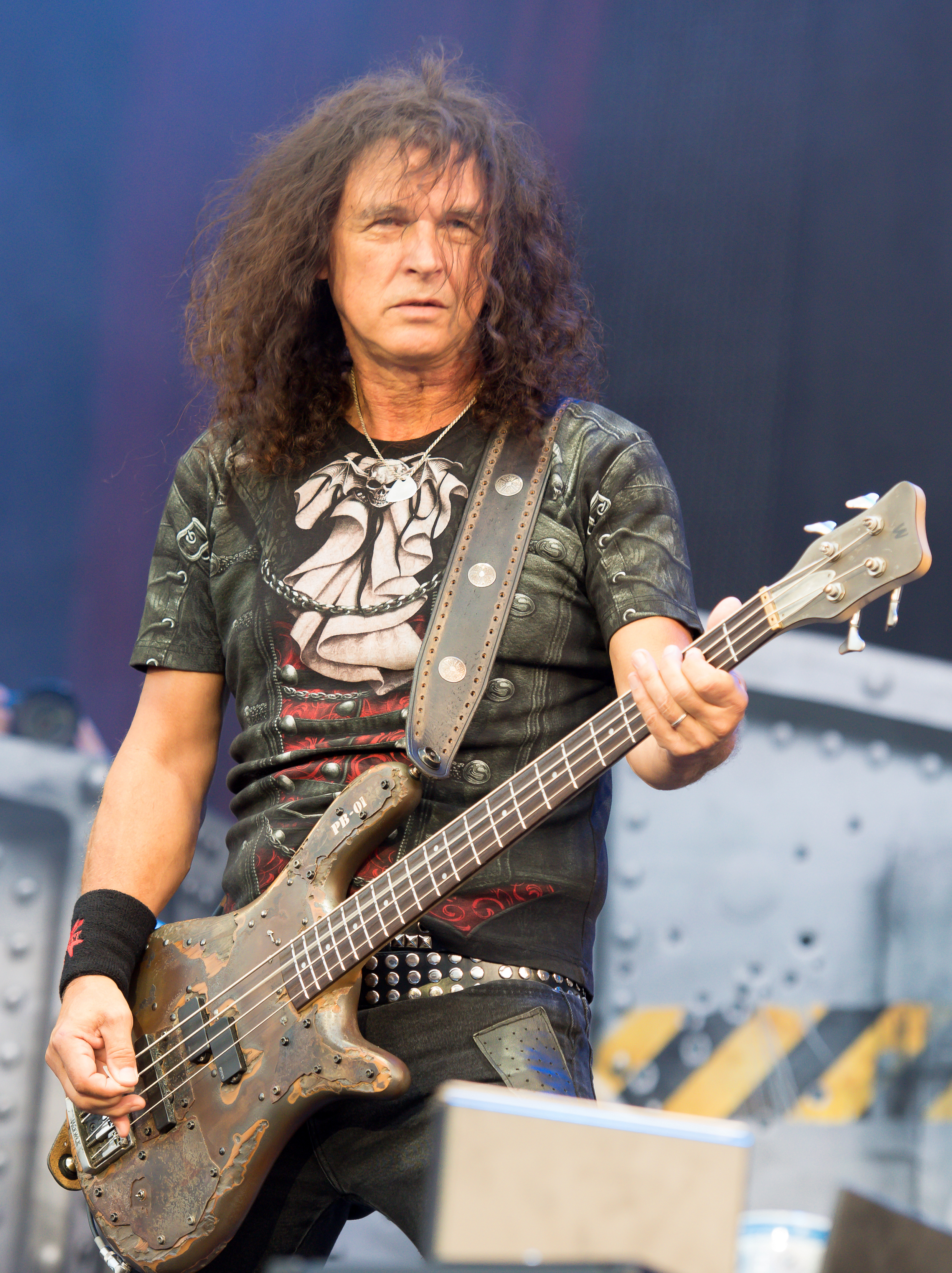
Peter Baltes, 2017

Peter Baltes (ur. 4 kwietnia 1958) – niemiecki muzyk heavymetalowy, znany przede wszystkim jako wieloletni basista grupy Accept.
Do 2018 roku on i Wolf Hoffmann byli jedynymi członkami oryginalnego składu. W listopadzie 2018 roku Baltes opuścił zespół.